# Zeil am Main
Zeil am Main, Zeil a.Main – miasto w Niemczech, w kraju związkowym Bawaria, w rejencji Dolna Frankonia, w regionie Main-Rhön, w powiecie Haßberge. Leży ok. 6 km na południowy wschód od Haßfurtu, nad Menem, przy autostradzie A70, drodze B26 i linii kolejowej Bamberg – Schweinfurt.
Miasto znane jest z wysokiej jakości produkowanego tutaj wina i piwa.

## Demografia
| Rok  | Liczba mieszk. |
| 1970 | 5.942          |
| 1987 | 5.684          |
| 2000 | 6.062          |
| 2005 | 5.924          |

## Polityka
Burmistrzem jest Christoph Winkler. Rada miasta składa się z 21 członków:
|      | CSU | SPD | ÜZL | Razem     |
| 2002 | 8   | 6   |     | 21 miejsc |

## Zabytki i atrakcje
- mury miejskie
- ratusz, wybudowany w 1543, z pręgierzem i Łokciem Bamberskim
- domy z muru pruskiego
- ruiny zamku Schmachtenberg
- browar Zur alten Freyung z 1514
- wieża miejska
- kościół pielgrzymkowy  Zeiler Käppele
- dom Albericha Degena

## Galeria

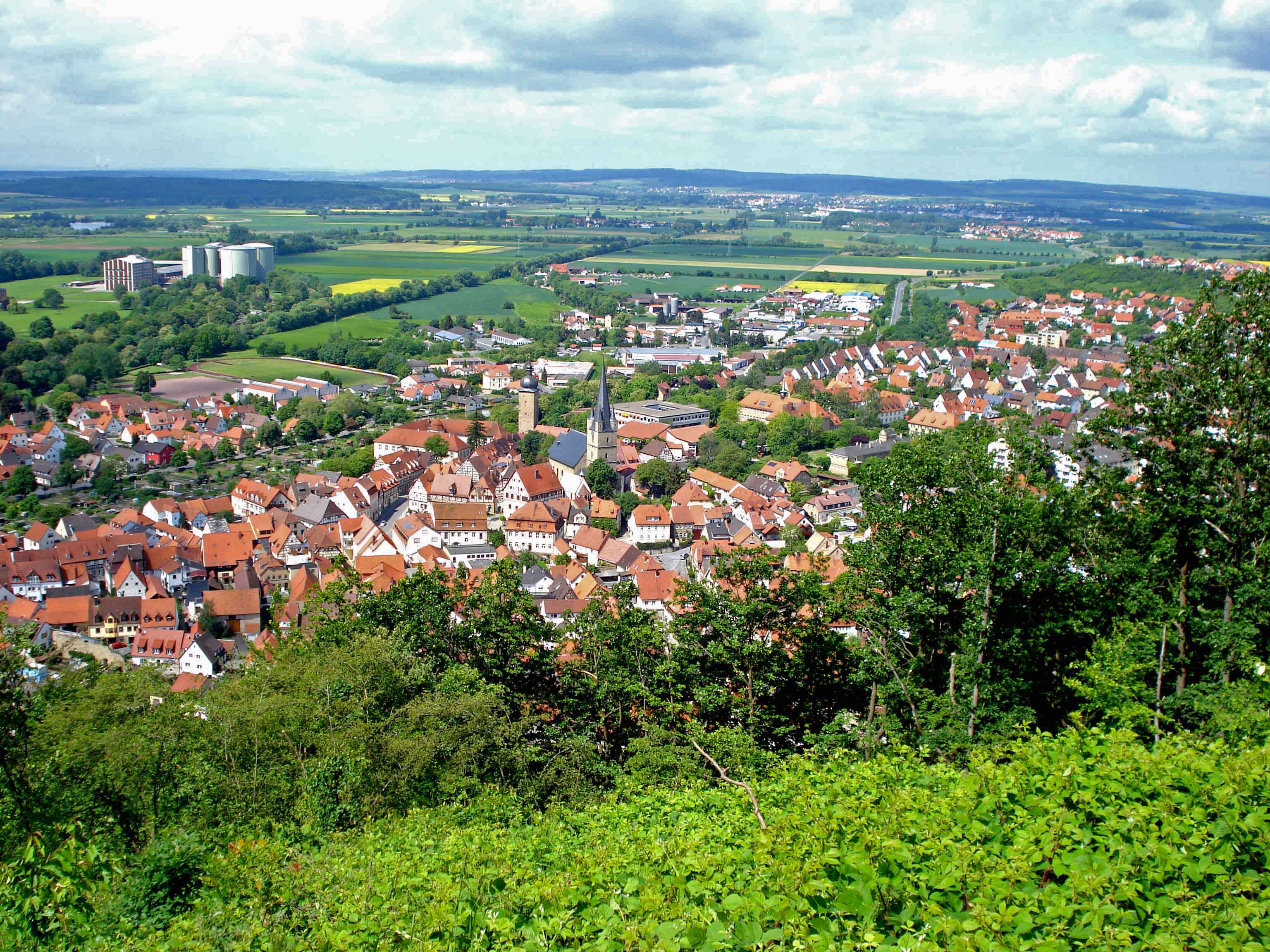
Zeil am Main
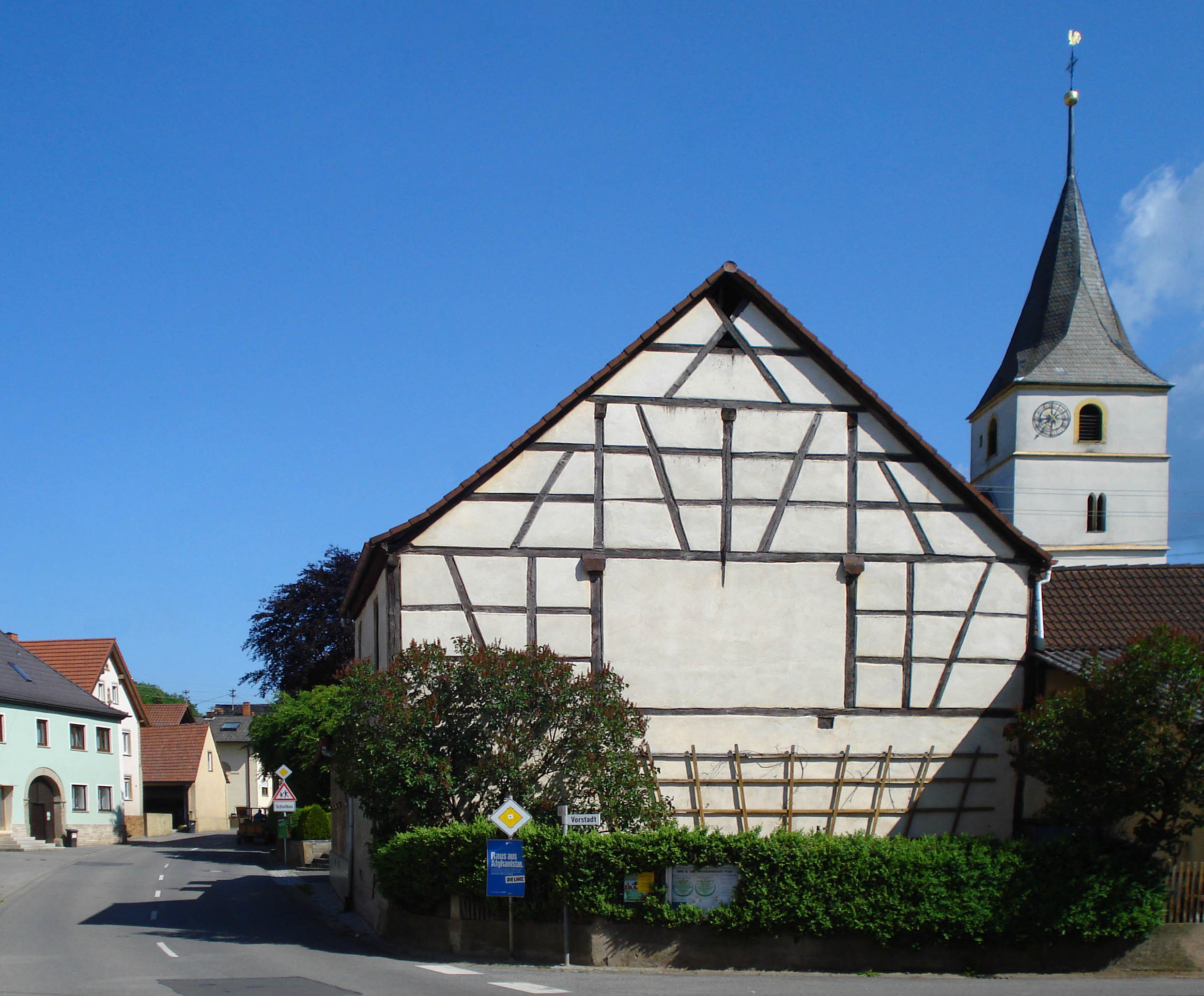
Dzielnica Krum
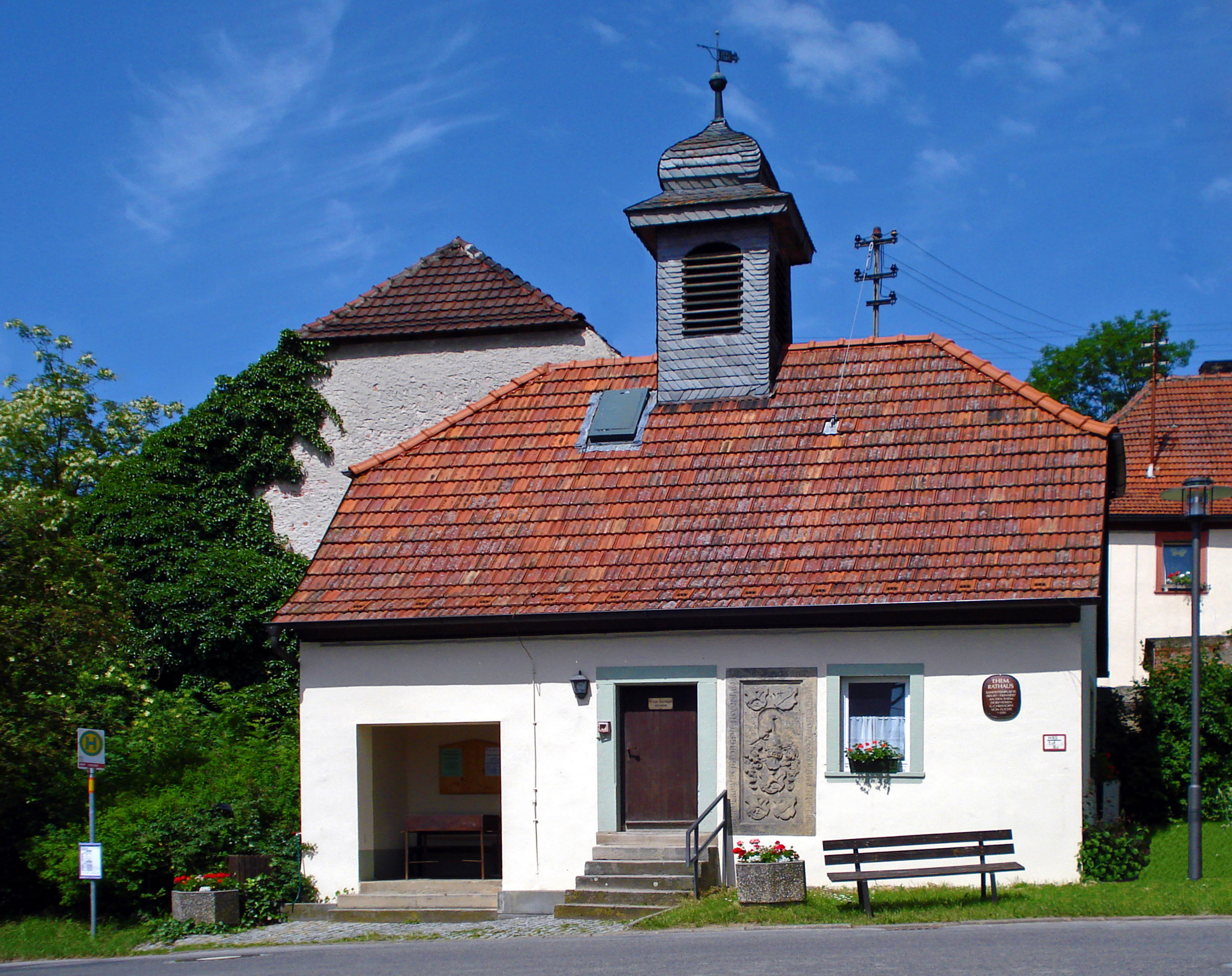
Dzielnica Bischofsheim
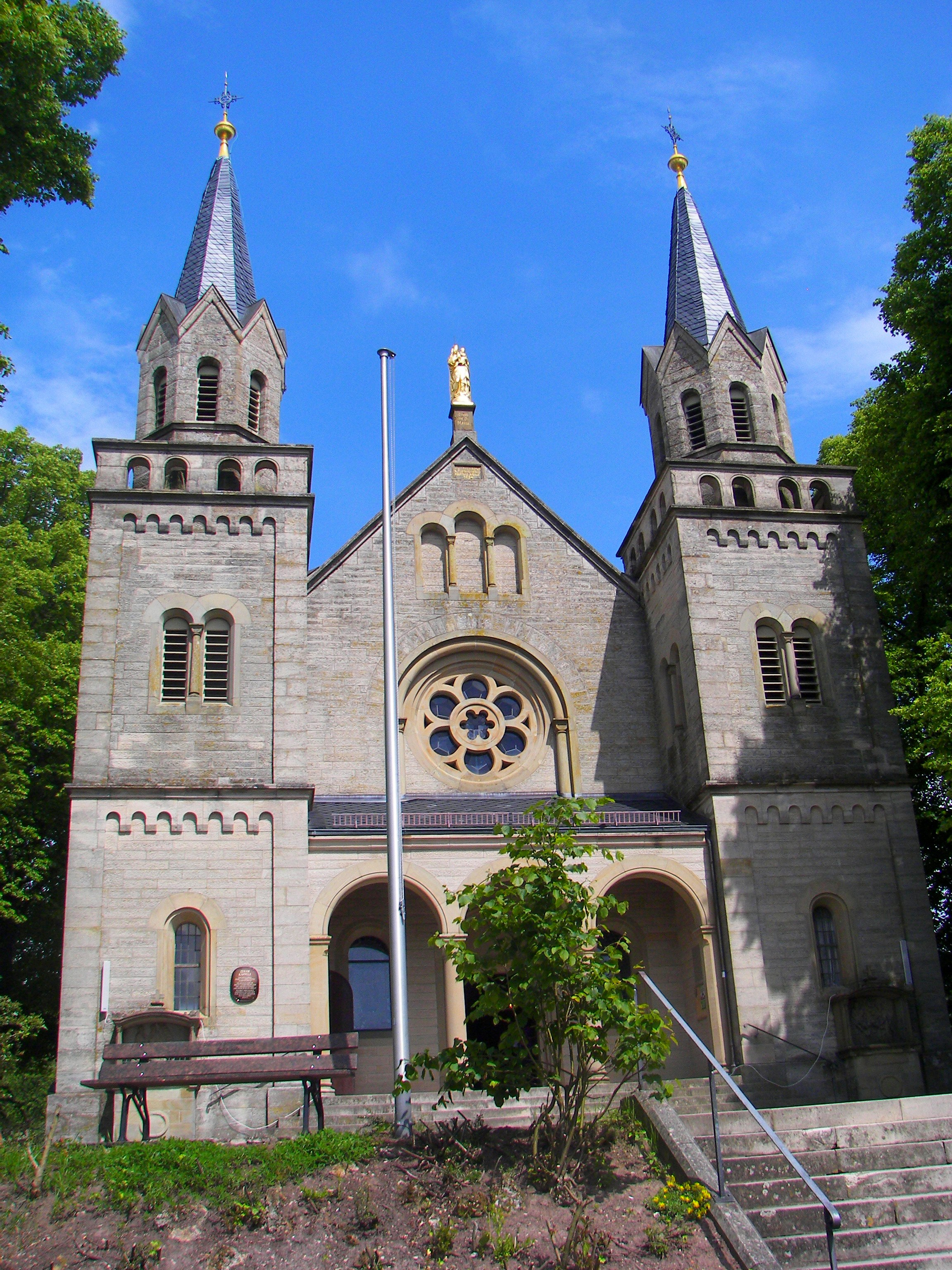
Kościół "Zeiler Käpelle",
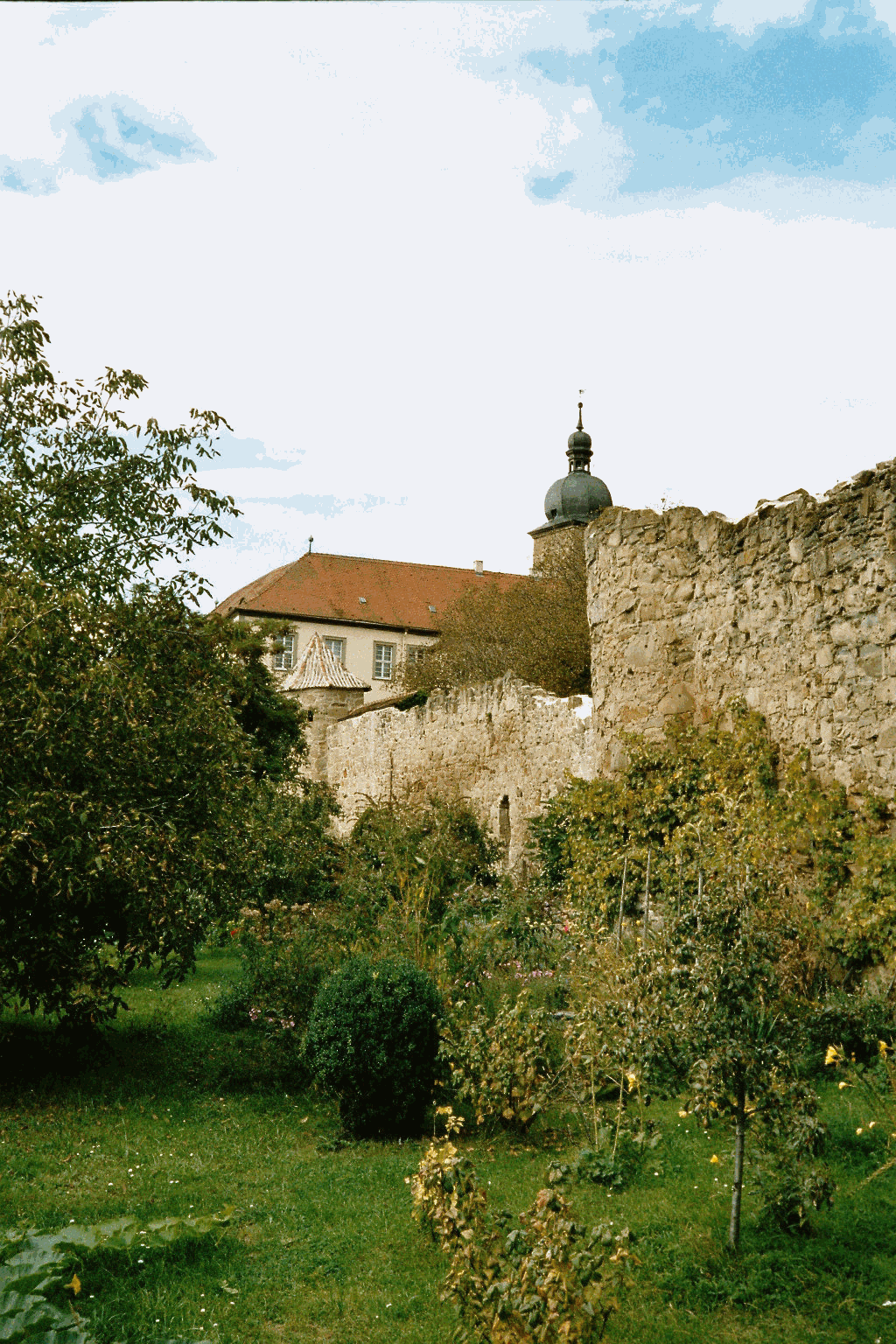
Mury miejskie